# Angola
Angola este o țară în sud-vestul continentului Africa ce se învecinează cu Namibia, Republica Democrată Congo, Republica Congo și Zambia. Angola beneficiază de o largă ieșire la Oceanul Atlantic. Această fostă colonie a Portugaliei este bogată în numeroase resurse naturale, dintre care petrolul și diamantele sunt cele mai importante. Țara are un guvern democratic și e numită oficial Republica Angola (sau, în limba portugheză, República de Angola).

## Originea și istoria numelui
Numele Angola este o derivare portugheză a cuvântului Bantu N’gola, care era titlul tradițional al regilor Împărăției Quimbundos în secolul al XVI-lea, când țara a fost colonizată de portughezi.

## Istorie
Principal: Istoria Angolei

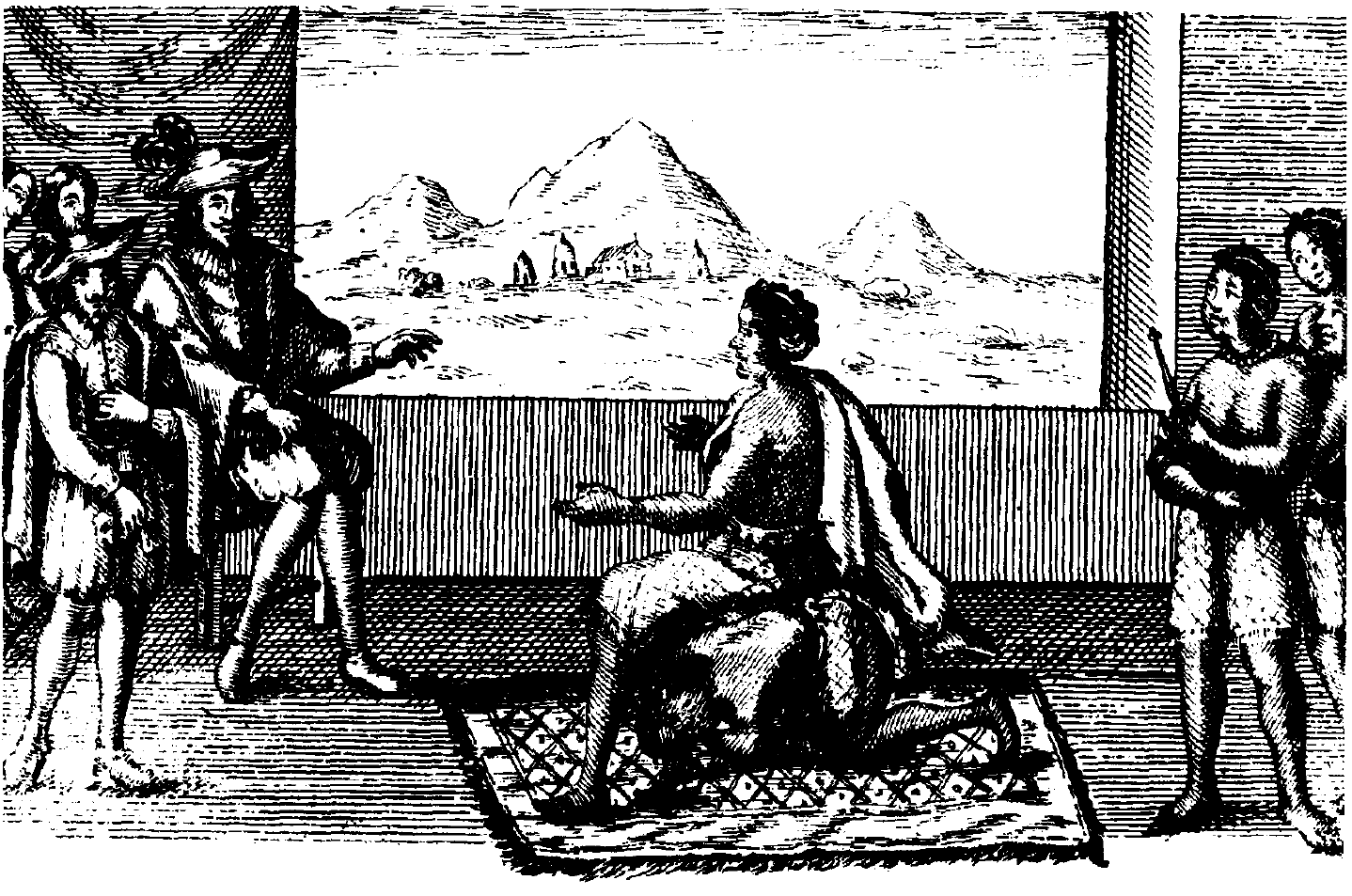
Regina Nzinga la negocierile pentru pace cu guvernatorul portughez în Luanda, 1657.

Primii locuitori din zonă au fost poporul Hoisan. Majoritatea acestei populații a fost înlocuită de către triburi Bantu în perioada migrațiilor Bantu. În 1483, Portugalia a înființat baze lângă Râul Congo, zonă în care existau statele Kongo, Ndongo și Lunda. Statul Kongo se întindea de la frontiera cu Gabon la nord până la Râul Kwanza la sud. În 1575, Portugalia a înființat o colonie la Luanda pentru a profita de comerțul cu sclavi. Portughezii au început să controleze coasta teritoriului pe parcursul secolului al XVI-lea printr-o serie de tratate și războaie. Astfel s-a născut colonia Angola. Olanda a ocupat Luanda în perioada 1641-48.
În 1648 Portugalia a recucerit Luanda și a inițiat o campanie militară pentru cucerirea statelor Kongo și Ndongo, campanie care s-a sfârșit cu victoria Portugaliei în anul 1671. Portugalia nu a preluat controlul administrativ al teritoriilor pe deplin până la începutul secolului XX. În 1951 colonia a fost reorganizată ca o provincie a Portugaliei, numită și Africa occidentală portugheză. Când Portugalia a refuzat să inițieze un proces de decolonizare, au apărut trei mișcări pentru independență:
- Mișcarea Populară pentru Eliberarea Angolei (Movimento Popular de Libertação de Angola, MPLA), inițiată în Kimbundu de către intelectualitatea din Luanda și cu legături cu partide comuniste din Portugalia și din Blocul răsăritean;
- Frontul Național pentru Eliberarea Angolei (Frente Nacional de Libertação de Angola, FNLA), care a deținut o bază etnică în regiunea Bakongo la nord, având legături cu Statele Unite ale Americii și regimul Mobutu din Zair; și
- Uniunea Națională pentru Independența Totală a Angolei (União Nacional para a Independência Total de Angola, UNITA), condusă de către Jonas Savimbi cu o bază etnică și regională în regiunea Ovimbundu din centrul țării.

După o insurecție anticolonială de 14 ani și eliminarea regimului fascist din Portugalia de către o lovitură militară, partidele naționaliste ale Angolei au început în ianuarie 1975 negocierile cu Portugalia pentru obținerea independenței Angolei. Independența urma să fie declarată în noiembrie a acelui an. Aproape imediat, a izbucnit un război civil între MPLA, UNITA și FNLA, fiecare grupare fiind susținută de către alte puteri de peste hotare. Africa de Sud a susținut UNITA și a invadat Angola în august 1975 pentru a se asigura că guvernul Angolei nu va interveni în Namibia, teritoriu aflat în acel moment sub controlul Africii de Sud.
Forțe cubaneze au venit să susțină gruparea MPLA în octombrie 1975, reușind să apere capitala, Luanda, și să respingă forțele Africii de Sud. MPLA s-a declarat guvernul de facto al țării când a fost declarată independența în noiembrie, Agostinho Neto devenind primul președinte al țării.
În 1976, FNLA a fost învinsă de către forțele grupării MPLA aliate cu soldații cubanezi, în lupta pentru putere rămânând doar MPLA marxistă și UNITA (susținută de către SUA și Africa de Sud).
Conflictul a continuat, intensificat de către situația geopolitică a Războiului rece și de abilitatea ambelor partide de a accesa resursele naturale ale Angolei. MPLA utiliza veniturile petroliere, iar UNITA controla comerțul cu diamante, vândute ilegal peste hotare. (LeBillon, 1999).
În 1991, facțiunile au consimțit să transforme Angola într-un stat multipartit, însă după ce președintele José Eduardo dos Santos din partea MPLA a câstigat alegerile supravegeate de către ONU, UNITA a refuzat să accepte rezultatul alegerilor, declarând că acestea au fost fraudate. La scurt timp lupta dintre cele două grupări a reînceput.
În 1994, un acord (protocolul Lusaka) negociat între puterea de la Luanda și UNITA a asigurat integrarea membrilor facțiunii rebele în noul guvern. Un guvern pentru uniunea națională a fost instalat în 1997, însă în 1998 luptele au reînceput, cauzând sute de mii de refugiați interni.
Pe data de 22 februarie 2002, Jonas Savimbi, liderul grupării UNITA, a fost omorât, iar cele două facțiuni au căzut de acord să înceteze ostilităților. UNITA a fost forțată să renunțe la aripa sa militară și să accepte rolul de principal partid de opoziție. Cu toate că situația politică a țării continuă să se normalizeze, președintele dos Santos încă nu a permis introducerea unui sistem democratic. Printre problemele principale ale țării sunt criza umanitară cauzată de război, abundența câmpurilor minate și acțiunile grupării care se luptă pentru independența provinciei Cabinda (Frente para a Libertação do Enclave de Cabinda).
Angola, ca și multe țări din Africa Sub-Sahariană, este afectată de numeroase boli infecțioase. În aprilie 2005, Angola a fost afectată de infecția virusului Marburg, una dintre cele mai devastatoare epidemii din istoria statului, cu 237 de morți din 261 de cazuri, afectând 7 din cele 18 provincii.

## Politică

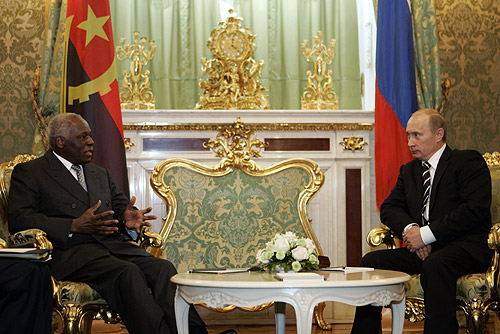
Vladimir Putin cu Jose Eduardo dos Santos.

Ramura executivă a guvernului este compusă din Președinte, Prim Ministru și Consiliul Miniștrilor. În prezent, puterea politică este concentrată în Președinție. Consiliul Miniștrilor, compus din toți miniștrii și vice-miniștrii guvernului, se întâlnește regulat pentru a discuta afacerile politice ale țării. Guvernatorii celor 18 provincii sunt numiți de către Președinte. Constituția din 2010 stabilește structura guvernului, precum și drepturile și îndatoririle cetățenilor. Sistemul juridic este bazat pe legea portugheză și pe cea de cutumă. Legislația este însă slabă și fragmentată, iar curțile de justiție funcționează în doar 12 din cele 140 de municipalități. Curtea Supremă îndeplinește funcția de tribunal de apel, iar Curtea Constituțională are puterea de a analiza constituționalitatea legilor țării.
Războiul civil de 27 de ani a devastat instituțiile politice și economice ale țării. ONU estimează că 1,8 milioane de oameni sunt deplasați în interiorul țării, însă în general sunt 4 milioane de oameni afectați de război. Condițiile de viață zilnice în toată țara și în special în Luanda (cu o populație de ca. 4 milioane) reflectă lipsa infrastructurii și a multor instituții sociale. Criza economică în care se află țara în prezent nu permite alocarea fondurilor pentru instituții sociale cruciale. Multe spitale duc lipsă de echipament și medicamente, multe școli nu dețin manuale, și mulți funcționari ai statului nu dețin instrumentele necesare pentru îndeplinirea funcțiilor lor.
În 2008 au avut loc primele alegeri democratice din 1992. În urma lor s-a ales președintele și Parlamentul. Noua constituție din 2010 a întărit însă caracterul totalitar al regimului. În viitor nu vor mai avea loc alegeri prezidențiale: președintele partidului care câștigă alegerile parlamentare devine automat președinte. Prin diverse mecanisme, președintele controlează practic toate organele statului, neexistând o adevărată separare a puterilor în stat.

## Diviziuni administrative
Angola este împărțită în 18 provincii:-
| - 1 Bengo - 2 Benguela - 3 Bié - 4 Cabinda - 5 Cuando Cubango - 6 Cuanza Norte | - 7 Cuanza Sul - 8 Cunene - 9 Huambo - 10 Huila - 11 Luanda - 12 Lunda Norte | - 13 Lunda Sul - 14 Malanje - 15 Moxico - 16 Namibe - 17 Uige - 18 Zaire |

## Geografie

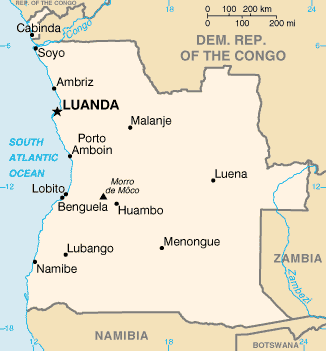
Harta Angolei

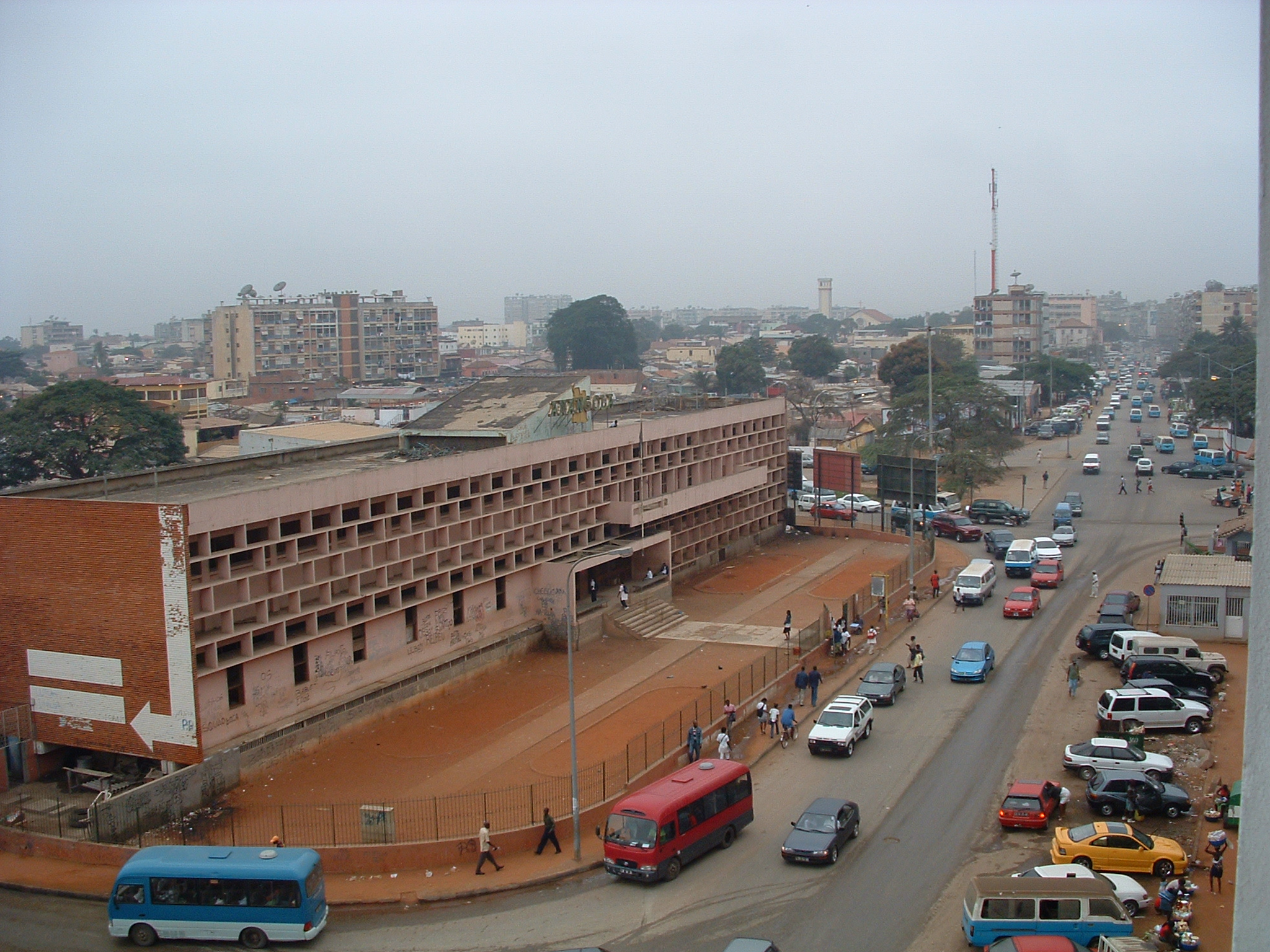
Luanda, capitala Angolei

Angola se învecinează cu Namibia la sud, cu Zambia la est, cu Republica Democrată Congo la nord-est, și este mărginită de Oceanul Atlantic la vest. Capitala Angolei, Luanda, se află pe coasta atlantică în nord-vestul țării.
Angola conține o fâșie aridă pe coastă din Namibia până în Luanda; o regiune umedă în interior; o savană uscată în sudul și sudestul țării; o zonă de junglă la nord și în Cabinda. Fluviul Zambezi și mai mulți afluenți ai fluviului Congo izvorăsc din Angola.

### Cabinda
Provincia exclavă Cabinda se învecinează cu Republica Congo și cu Republica Democrată Congo. RDC deține o fâșie de coastă cu o lungime de 60 km care separă Angola de Cabinda. Regiunea are o populație de 300.000 locuitori. Guvernul central al Angolei încă nu a stopat definitiv mișcarea cabindeză pentru independență.

## Economie
Economia Angolei rămâne instabilă din cauza războiului îndelungat. În ciuda resurselor sale naturale, PIB-ul țării este unul dintre cele mai scăzute din lume. Agricultura de subzistență este cea mai importantă activitate economică, în care participă 85% din populație. Producția petrolului joacă un rol crucial în economie, reprezentând 45% din PIB și 90% din exporturi. Controlul industriei petroliere este deținut de Grupul Sonangol, un conglomerat controlat de guvernul statului. În pofida acordului de pace semnat în noiembrie 1994, milioane de mine au rămas pe teritoriul Angolei. De asemenea, violența persistă în zonele rurale și din această cauză mulți fermieri refuză să se întoarcă la casele lor. Ca rezultat, un procent important din produsele alimentare necesare țării trebuie importate. Totuși, cu toate că în 1998 a avut loc o intensificare a violenței domestice, economia Angolei a crescut cu 4% în 1999. Guvernul a introdus o nouă valută în 1999, inclusiv o bancnotă de 1 și 5 kwanze. O creștere în producția de petrol a ridicat economia începând cu anul 2000, însă continuarea luptelor a descurajat investițiile în alte sectoare. Odată cu stabilirea păcii în 2002, a fost creată o relație strategică cu China , și astfel au fost făcute investiții importante din partea companiilor chineze în economia Angolei, cel mai recent în sectorul metalurgic.

## Demografie
Angola conține trei grupuri etnice principale, fiecare vorbind o limbă Bantu: Ovimbundu 37%, Kimbundu 25%, și Bakongo 13%. Alte grupuri sunt Chokwe (sau Lunda), Ganguela, Nhaneca-Humbe, Ambo, Herero, și Xindunga. 2% din locuitorii țării sunt metiși (persoane de origine mixtă africană și europeană), și 1% din populație este albă, majoritatea fiind de origine portugheză (30.000 de locuitori). Portugheza este limba oficială și cea mai răspândită limbă din țară.

## Religie
Creștinismul este religia predominantă în Angola cu 93,5 % din populația țării, iar 4,7 % sunt practicanți ai religiilor indigene. Dintre creștini, 72% sunt romano-catolici și 28% sunt baptiști, luterani, metodiști, reformați.
În Angola, islamul este considerat sectă periculoasă și este interzis prin lege alături de alte 200 de grupuri religioase. Această hotărâre a fost luată în noiembrie 2013 și de atunci 78 de moschei au fost închise, unele dintre ele demolate.